# Droitwich
Droitwich (oficialmente, Droitwich Spa) es una parroquia civil situada en el distrito de Wychavon, en Worcestershire, Inglaterra (Reino Unido). Según el censo de 2021, tiene una población de 25 000 habitantes.
Está ubicado al sur de la región Midlands del Oeste, cerca de la frontera con la región del Sudoeste de Inglaterra y de la orilla del río Severn —el más largo de Gran Bretaña—, y al sur de la ciudad de Birmingham.
Este histórico spa town ha sido el lugar de una comunidad establecida durante 2000 años. Debe su existencia a los manantiales naturales que emanan de lechos subterráneos de sal de roca pura a 60 metros bajo tierra. Disuelta por manantiales subterráneos, la presión artesiana empuja la sal a la superficie en forma de agua salada.